# Jan Jeruzal
Jan Jeruzal (ur. 24 września 1938) – polski aktor teatralny i filmowy.

## Życiorys
W 1963 roku ukończył studia na Wydziale Lalkarskim, a rok później na Wydziale Aktorskim PWST w Krakowie. Ukończył również w 1978 roku Wydział Reżyserski na PWST w Warszawie, dyplom uzyskując jednak dopiero dwa lata później.

## Filmografia
- 1974: S.O.S (odc. 5)
- 1976: Blizna
- 1979: Doktor Murek (odc. 1)
- 1981: Najdłuższa wojna nowoczesnej Europy (odc. 4 i 5)
- 1982: Życie Kamila Kuranta − mężczyzna na pogrzebie Anny (odc. 1)
- 1984: Ultimatum − „Mały”
- 1985: Zdaniem obrony − stajenny Wincenty Bodaryk (odc. 2)
- 1989: Odbicia (odc. 3)
- 1999–2004: Klan − 2 role: dozorca na budowie bloku, w którym mają zamieszkać Beata i Jacek Boreccy; bezdomny, podopieczny Hospicjum Sióstr Misjonarek, w którym służy Dorota
- 2000–2001: Adam i Ewa − 2 role: tragarz (2000), Markowski, właściciel sklepu z pamiątkami (2001)
- 2000: Sukces
- 2001: Marszałek Piłsudski (odc. 4)
- 2001: Quo vadis − mężczyzna
- 2002: Quo vadis − mężczyzna
- 2002–2010: Samo życie − pacjent fizykoterapeutki Julity Korzeniewskiej (odc. 403), staruszek w parku (odc. 1067)
- 2003–2010: Na Wspólnej − rowerzysta
- 2003: Symetria − Zgredzik
- 2003: Tygrysy Europy 2
- 2004: Kryminalni − dozorca (odc. 11)
- 2006: Job, czyli ostatnia szara komórka − dziadek kulturysty
- 2006: Mrok − cieć (odc. 7)
- 2007: Braciszek − proboszcz
- 2007: Determinator − portier (odc. 9)
- 2007–2009: Tylko miłość − mężczyzna wskazujący drogę Tomaszowi Ratajowi
- 2008: Na dobre i na złe − pacjent (odc. 342)